# Brachypodium phoenicoides
Il paléo dei campi abbandonati (Brachypodium phoenicoides (L.) Roem. & Schult., 1817) è una pianta angiosperma monocotiledone appartenente alla famiglia Poaceae (o Gramineae, nom. cons.), sottofamiglia Pooideae.

## Etimologia
Il nome generico (Brachypodium) deriva da due parole greche ("brachys" = breve e "podion" = piccolo piede) e fa riferimento ai pedicelli molto corti delle spighette. L'epiteto specifico (phoenicoides) significa simile a Phoenix o Fenice e fa riferimento all'uccello mitologico noto per il fatto di rinascere dalle proprie ceneri dopo la morte.
Il binomio scientifico di questa pianta è stato proposto inizialmente da Linneo (1707 – 1778), perfezionato successivamente dal botanico e medico svizzero Johann Jacob Roemer (Zurigo, 8 gennaio 1763 – Zurigo, 15 gennaio 1819) e dal botanico, medico e scrittore austriaco Joseph August Schultes (Vienna, 15 aprile 1773 – Landshut, 21 aprile 1831) nella pubblicazione "Systema vegetabilium: secundum classes, ordines, genera, species. Cum characteribus differentiis et synonymis. Editio nova, speciebus inde ab editione XV. Detectis aucta et locupletata. Stuttgardtiae" (Syst. Veg., ed. 15 bis 2: 740 ) del 1817.

## Descrizione

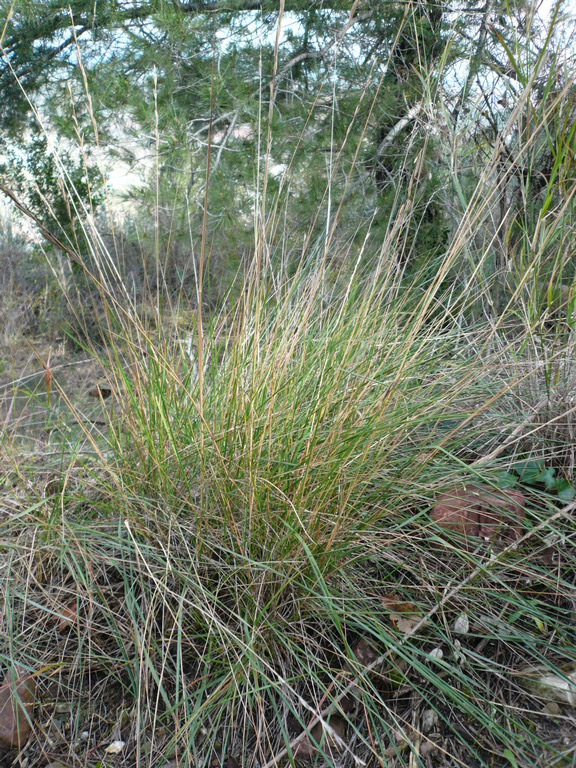
Il portamento

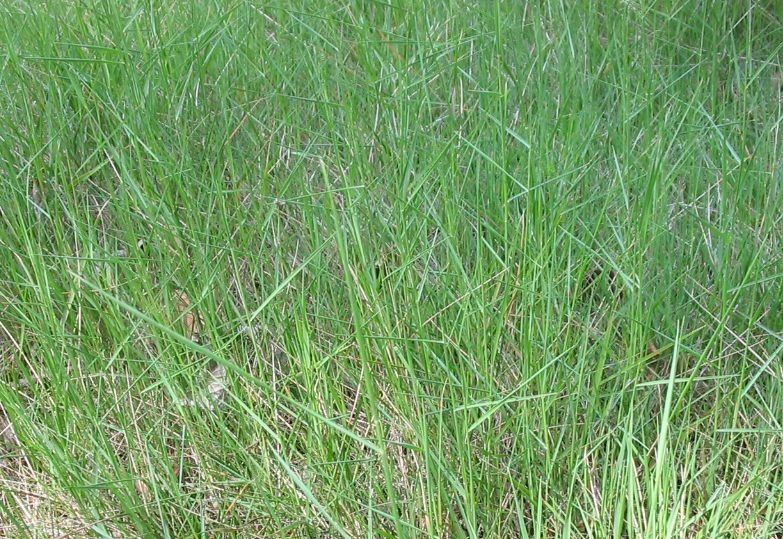
Le foglie

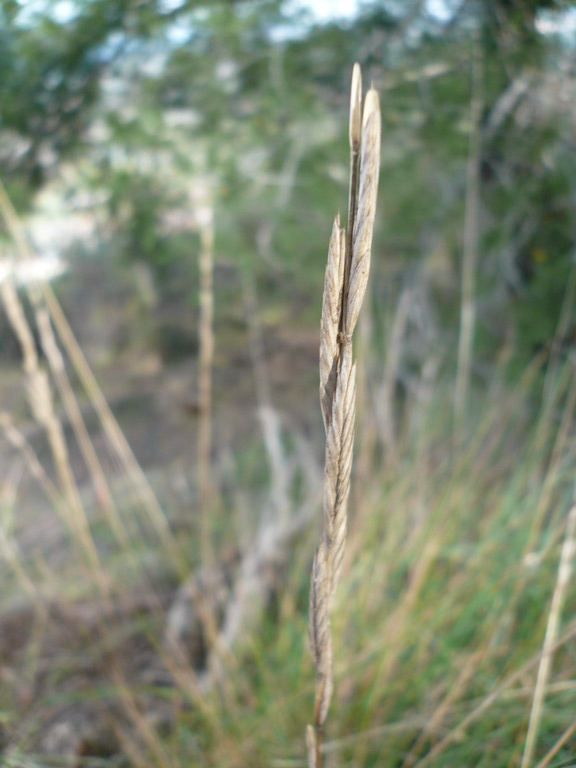
Infiorescenza

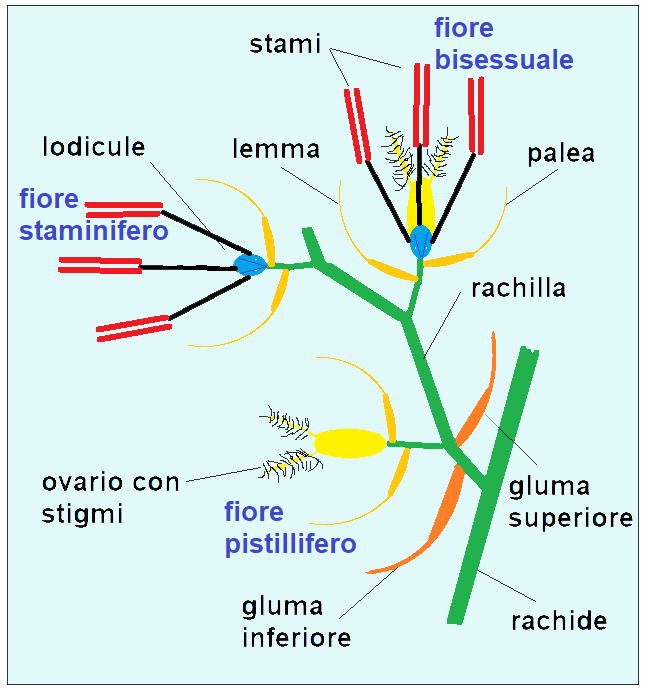
Spighetta generica con tre fiori diversi

Queste piante arrivano ad una altezza di 4 - 10 dm. La forma biologica è emicriptofita cespitosa (H caesp), sono piante erbacee, bienni o perenni, con gemme svernanti al livello del suolo e protette dalla lettiera o dalla neve e presentano ciuffi fitti di foglie che si dipartono dal suolo. Questa pianta in genere forma dei popolamenti a tappeto con estensione fino a qualche metro.

### Radici
Le radici in genere sono secondarie da rizoma. Il rizoma è stolonifero e lungamente strisciante.

### Fusto
La parte aerea del fusto è un culmo eretto, glabro, liscio e nudo nella parte apicale.

### Foglie
Le foglie lungo il culmo sono disposte in modo alterno, sono distiche e si originano dai vari nodi. Sono composte da una guaina, una ligula e una lamina. Le venature sono parallelinervie. Non sono presenti i pseudopiccioli e, nell'epidermide delle foglia, le papille.
- Guaina: la guaina è abbracciante il fusto e in genere è priva di auricole; le guaine sono generalmente pubescenti.
- Ligula: la ligula, membranosa, a volte cigliata, è tronca. Lunghezza della ligula: 0,5 mm - 2 mm.
- Lamina: la lamina, convoluto-giunchiforme, in sezione ha tra l'epidermide superiore e quella inferiore alcuni pilastri di sclerenchima disposti longitudinalmente, spesso interrotti da cordoni di cellule ialine; i pilastri a volte sporgono e formano delle coste sulla pagina superiore, più o meno appiattite e quadrangolari. Il portamento delle foglie è sparso.

### Infiorescenza
Infiorescenza principale (sinfiorescenza o semplicemente spiga): le infiorescenze, ascellari e terminali, in genere non sono ramificate e sono formate da 4 - 8 spighette ed hanno la forma di una pannocchia compatta. La fillotassi dell'inflorescenza inizialmente è a due livelli, anche se le successive ramificazioni la fa apparire a spirale. Dimensione dell'infiorescenza: 10 – 14 cm.

### Spighetta
Infiorescenza secondaria (o spighetta): le spighette peduncolate o sessili, compresse lateralmente, spesso incurvate a falce, sottese da due brattee distiche e strettamente sovrapposte chiamate glume (inferiore e superiore), sono formate da 9 - 11 fiori. Possono essere presenti dei fiori sterili; in questo caso sono in posizione distale rispetto a quelli fertili. Alla base di ogni fiore sono presenti due brattee: la palea e il lemma. La disarticolazione avviene con la rottura della rachilla tra i fiori o sopra le glume persistenti. Lunghezza delle spighette: 3 – 4 cm.
- Glume: le glume sono più corte dei fiori ed hanno apici acuti o acuminati; hanno 5 - 7 venature longitudinali. Lunghezza della gluma superiore: 5 mm. Lunghezza della gluma inferiore: 7 mm.
- Palea: la palea è un profillo con due venature; può essere cigliata (presenta dei peli rigidi sul margine della metà superiore).
- Lemma: il lemma a volte è pubescente e con forme arrotondate nella parte prossimale; le sue vene non convergono verso l'apice, che è ottuso o acuto e ruvido. Alla fine del lemma è presente una resta lunga 2 - 2,5 mm. Lunghezza del lemma: 9 mm.

### Fiori
I fiori fertili sono attinomorfi formati da 3 verticilli: perianzio ridotto, androceo  e gineceo.
- Formula fiorale:[6]

*, P 2, A (1-)3(-6), G (2–3) supero, cariosside.
- Il perianzio è ridotto e formato da due lodicule, delle squame traslucide, poco visibili (forse relitto di un verticillo di 3 sepali). Le lodicule sono membranose e non vascolarizzate.
- L'androceo è composto da 3 stami ognuno con un breve filamento libero, una antera sagittata e due teche. Le antere sono basifisse con deiscenza laterale. Il polline è monoporato. Le antere sono gialle grandi 1 x 5 mm.
- Il gineceo è composto da 3-(2) carpelli connati formanti un ovario supero. L'ovario, pubescente all'apice, ha un solo loculo con un solo ovulo subapicale (o quasi basale). L'ovulo è anfitropo e semianatropo e tenuinucellato o crassinucellato. Lo stilo, breve, è unico con due stigmi papillosi e distinti.
- Fioritura: da aprile a giugno.

### Frutti
I frutti sono del tipo cariosside, ossia sono dei piccoli chicchi indeiscenti, con forme ovoidali, nei quali il pericarpo è formato da una sottile parete che circonda il singolo seme. In particolare il pericarpo è fuso al seme ed è aderente. L'endocarpo non è indurito e l'ilo è lungo e lineare. L'embrione è piccolo e provvisto di epiblasto ha un solo cotiledone altamente modificato (scutello senza fessura) in posizione laterale. I margini embrionali della foglia non si sovrappongono.

## Biologia
Come gran parte delle Poaceae, le specie di questo genere si riproducono per impollinazione anemogama. Gli stigmi più o meno piumosi sono una caratteristica importante per catturare meglio il polline aereo. La dispersione dei semi avviene inizialmente a opera del vento (dispersione anemocora) e una volta giunti a terra grazie all'azione di insetti come le formiche (mirmecoria).

## Distribuzione e habitat

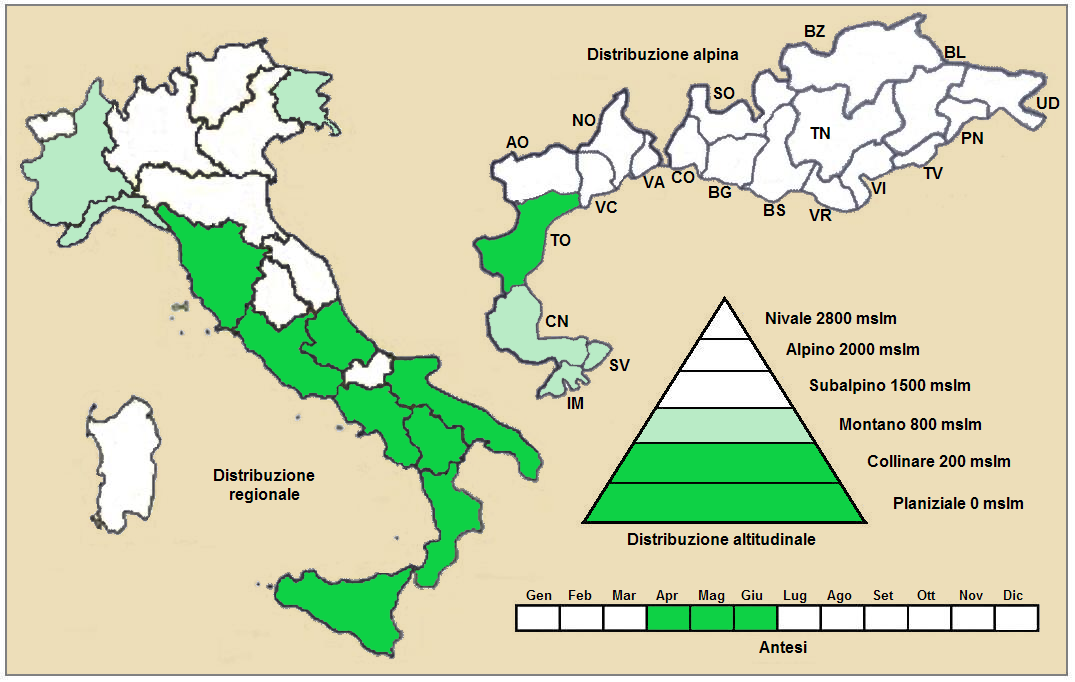
Distribuzione della pianta
(Distribuzione regionale – Distribuzione alpina)

- Geoelemento: il tipo corologico (area di origine) è Steno-Mediterraneo Occidentale.
- Distribuzione: in Italia è una pianta rara e si trova specialmente sul versante tirrenico. Nelle Alpi è presente in Piemonte. Fuori dall'Italia, sempre nelle Alpi, questa specie si trova in Francia (dipartimenti di Alpes-de-Haute-Provence, Hautes-Alpes, Alpes-Maritimes e Drôme). Sugli altri rilievi europei collegati alle Alpi si trova nel Massiccio del Giura, Massiccio Centrale e Pirenei.[12] Nel resto dell'Europa e dell'areale del Mediterraneo questa specie si trova nella parte occidentale del Mediterraneo compreso il Magreb.[13]
- Habitat: gli habitat tipici per questa pianta sono le colture abbandonate, gli ambienti ruderali e i pascoli aridi. Il substrato preferito è calcareo ma anche siliceo con pH basico, bassi valori nutrizionali del terreno che deve essere arido.[12]
- Distribuzione altitudinale: sui rilievi queste piante si possono trovare fino a 900 m s.l.m.; sulle Alpi frequentano quindi i seguenti piani vegetazionali: collinare e in parte quello montano (oltre a quello planiziale – a livello del mare).

### Fitosociologia

#### Areale alpino
Dal punto di vista fitosociologico alpino Brachypodium phoenicoides appartiene alla seguente comunità vegetale:
- Formazione: delle comunità a emicriptofite e camefite delle praterie rase magre secche
  - Classe: Lygeo-Stipetea
    - Ordine: Brachypodietalia phoenicoidis

#### Areale italiano
Per l'areale completo italiano Brachypodium phoenicoides appartiene alla seguente comunità vegetale:
- Macrotipologia: vegetazione erbacea sinantropica, ruderale e megaforbieti
  - Classe: Artemisietea vulgaris Lohmeyer, Preising & Tüxen ex Von Rochow, 1951
    - Ordine: Brachypodio ramosi-Dactyletalia hispanicae Biondi, Filigheddu & Farris, 2001
      - Alleanza: Brachypodion phoenicoidis Br.-Bl. ex Molinier, 1934

Descrizione. L'alleanza Brachypodion phoenicoidis è relativa alle praterie perenni, con portamento denso e piante a taglia media, su substrato calcicolo (suoli profondi e argillosi) e in ambienti meso-xerofitici. La distribuzione è relativa al Mediterraneo occidentale, ed in parte centrale, nella fascia bioclimatica compresa tra il meso- e il supramediterraneo (fino a 1.000 m circa). In generale l'alleanza è collegate alle colture umane; inoltre l’abbandono e l’assenza di incendi può favorirne la diffusione.
Specie presenti nell'associazione: Carlina corymbosa, Verbascum sinuatum, Pallenis spinosa, Ophrys fusca, Ophrys lutea, Orchis italica, Orchis mascula, Orchis morio, Orchis papilionacea, Medicago orbicularis, Foeniculum vulgare e Leontodon tuberosus.

## Tassonomia
La famiglia delle Poacee comprende circa 800 generi e oltre 9.000 specie. È una delle famiglie più numerose e più importanti del gruppo delle monocotiledoni. La famiglia è suddivisa in 12 sottofamiglie, il genere Brachypodium fa parte della sottofamiglia Pooideae e raccoglie circa una ventina di specie distribuite nelle zone temperate in tutto il mondo.
Il basionimo per questa specie è: Festuca phoenicoides L., 1767.

### Filogenesi
La tribù Brachypodieae (e quindi anche il genere Brachypodium) fa parte della supertribù Stipodae L. Liu, 1980. La supertribù Stipodae (formata dalle tribù Ampelodesmeae, Stipeae, Brachypodieae e Diarrheneae) è il quarto nodo della sottofamiglia Pooideae ad essersi evoluto (gli altri tre precedenti sono la tribù Brachyelytreae, e le supertribù Nardodae e Melicodae). All'interno della supertribù, la tribù Brachypodieae è stata la più recente ad evolversi.
Il genere presenta la seguente sinapomorfia: le celle sussidiarie degli stomi sono parallele.
Alcuni studi di tipo filogenetico (analisi molecolari sul DNA - due geni di plastidi e cinque geni nucleari) indicano che la specie di questa voce potrebbe essere vicina evolutivamente alla specie Brachypodium pinnatum.
Il numero cromosomico di B. phoenicoides è: 2n = 28 (14).

### Sinonimi
Questa entità ha avuto nel tempo diverse nomenclature. L'elenco seguente indica alcuni tra i sinonimi più frequenti:
- Brachypodium atlanticum Dobignard
- Brachypodium caespitosum var. phoenicoides (L.) Benth.
- Brachypodium frenchii Sennen ex St.-Yves [Invalid]
- Brachypodium gandogeri Hack. Ex Gand.
- Brachypodium littorale Roem. & Schult.
- Brachypodium longifolium P.Beauv.
- Brachypodium macropodum Hack.
- Brachypodium mucronatum var. multiflorum Willk.
- Brachypodium mucronatum var. villosum Willk.
- Brachypodium phoenicoides var. gracile (St.-Yves) P.Silva & C.M.A.Rodrigues
- Brachypodium phoenicoides var. macropodum (Hack.) Henriq.
- Brachypodium phoenicoides var. obtusum Pau
- Brachypodium phoenicoides var. reynieri Giraudias
- Brachypodium phoenicoides var. villiglume Emb. & Maire
- Brachypodium pinnatum var. australe Godr.
- Brachypodium pinnatum var. longifolium (P.Beauv.) Asch. & Graebn.
- Brachypodium pinnatum subsp. phoenicoides (L.) Husn.
- Brachypodium pinnatum var. phoenicoides (L.) Trab.
- Brachypodium pinnatum var. phoenicoides (L.) Fiori
- Brachypodium pinnatum subsp. phoenicoides (L.) Nyman
- Brachypodium ramosum var. phoenicoides (L.) W.D.J.Koch
- Brachypodium velutinum Sennen
- Bromus longifolius Schousb.
- Bromus phoenicoides (L.) Steud.
- Festuca phoenicoides L.
- Poa phoenicoides (L.) Koeler
- Schedonorus phoenicoides (L.) Roem. & Schult.
- Triticum phoenicoides (L.) Brot.